# Obkas (przystanek kolejowy)
Obkas − przystanek kolejowy w Obkasie, w Polsce, w województwie kujawsko-pomorskim, w powiecie sępoleńskim.